# Giorgi Gamqrelidse
Giorgi Gamqrelidse (georgisch გიორგი გამყრელიძე; * 4. Februar 1986 in Tiflis) ist ein georgischer Basketballspieler. Der georgische Nationalspieler gewann nach einer Spielzeit bei den Fürstenfeld Panthers in der „Österreichischen Basketball Bundesliga“ von 2007 bis 2009 in seinem Heimatland dreimal hintereinander die Meisterschaft mit dem Basketballclub aus Rustawi und wurde 2009 zum besten Spieler der abgelaufenen Saison gewählt. Anschließend wechselte er in die deutsche Basketball-Bundesliga zum Aufsteiger Mitteldeutscher BC, mit dem er den Klassenerhalt schaffte. In der folgenden BBL-Saison 2010/11 spielte er für den Ligakonkurrenten 46ers aus Gießen, in der das Gründungsmitglied der BBL ebenfalls den Klassenerhalt erreichen konnte.
Gamqrelidse erreichte mit der Nationalmannschaft seines Landes die Qualifikation für die Endrunde der EM 2011 in Litauen, wo in der Vorrunde durch zwei Siege über Belgien und die Ukraine das Weiterkommen in die Zwischenrunde der besten zwölf europäischen Nationalmannschaften gelang. Anschließend kehrte er zum Liganeuling Olimpi in seine Heimat zurück, mit dem er die georgische Vizemeisterschaft errang. Anschließend unterschrieb er einen Vertrag für die Spielzeit 2012/13 bei Trefl aus Sopot in der polnischen PLK. Dieser Vertrag wurde jedoch wieder gelöst, wofür Visum-Schwierigkeiten angeführt wurden, so dass Gamqrelidse in der Spielzeit 2012/13 für den amtierenden georgischen Meister und EuroChallenge-Teilnehmer BK Armia aus Tiflis spielt.